# Robert Will
Pour les articles homonymes, voir Will.
Robert Will, né le 1er janvier 1910 à Uhrwiller (Bas-Rhin) et mort le 14 avril 1998 à Strasbourg, est un architecte, archéologue et historien d'art français.

## Biographie
Fils de pasteur, il effectue ses études secondaires au Gymnase Jean-Sturm, puis intègre l'École régionale d'architecture à Strasbourg. Diplômé (DPLG) en 1936, il travaille dans un cabinet d'architecture, devient chef d'agence dans un autre cabinet après 1945. Il restaure alors l'église Saint-Nicolas de Strasbourg. Sollicité par le maire Charles Frey, il participe à la reconstruction et au remaniement de l'ancien Conservatoire de Musique. Nommé architecte en chef, il dirige à partir de 1958 le Service d'architecture de la Ville de Strasbourg, et prend en charge plusieurs reconstructions ou restaurations de bâtiments significatifs (église protestante de Neudorf, Ancienne Douane, pavillon Joséphine dans le parc de l'Orangerie, église Saint-Jean). 
Il participe également au projet du premier secteur piétonnier de Strasbourg, au sud de la cathédrale.
De 1965 à 1985, il est vice-président du Comité départemental de l'Inventaire général. De 1973 à 1985, il préside la Société pour la conservation des monuments historiques d'Alsace. 
Robert Will est l'auteur de nombreuses publications érudites.

## Sélection de publications
- Le Culte : étude d'histoire et de philosophie religieuses, 3 vol., 1. Le Caractère religieux du culte ;  2. Les Formes du culte ; 3. Les Éléments sociaux du culte, Strasbourg, Istra, Paris, Félix Alcan, 1925-1935
- (de) Reliquienaltäre im Elsass: Ein Beitrag zur Geschichte des christlichen Altares im Mittelalter, AEKG, t. XVI, 1943, p. 397-418.
- « Recherches iconographiques sur la sculpture romane en Alsace », Les Cahiers techniques de l’Art, t. I, fasc. 3, 1948
- Steckelburi vun zellemols , Strasbourg, Oberlin, 1947
- « Currus misericordiae : contribution à l'iconographie des vertus », Revue du Moyen Âge latin, tome 6, no 4, oct.-déc., 1950
- Répertoire de la sculpture romane de l'Alsace, Paris, F. X. Le Roux, 1955, 90 p. + pl.
- La rotonde de Honcourt : une étude architecturale basée sur des recherches d'archives, München, Deutscher Kunstverlag, 1955
- Hans Haug (dir.), La cathédrale de Strasbourg, II : la cathédrale romane, Strasbourg, Éditions des Dernières Nouvelles,1957
- « Répertoire des inscriptions romanes de l'Alsace », Revue d'Alsace, tome 98, 1959
- (en collab. avec Nicolas Gerhaert), « Le portail de l'ancienne chancellerie de Strasbourg », Cahiers alsaciens d'archéologie, d'art et d'histoire, 1959, p. 63-70
- « L'architecture des châteaux alsaciens du Moyen Âge : essai de classification », Revue d'Alsace, tome 100, 1961, p. 110-119
- « Recherches archéologiques sur l'église et le monastère d'Obersteigen », Bulletin de la Société d'Histoire et d'Archéologie de Saverne et environs, 1962, 40 , p. 27-32
- Alsace romane, La-Pierre-Qui-Vire, Zodiaque, 1965, 350 p.
- « Un énigmatique bas-relief roman du musée d'Unterlinden provenant de Murbach », Annuaire de Colmar, 1967, p. 16-19
- « Le Couvent des Cordeliers de Strasbourg et les origines de la place Kléber », Cahiers alsaciens d'archéologie, d'art et d'histoire, Tome XII, 1968
- (en collab. avec Théodore Rieger), Églises et sanctuaires d'Alsace : mille ans d'architecture sacrée, Strasbourg, Éditions des Dernières Nouvelles, 1969, 215 p. + pl.
- Eschau, ancienne église abbatiale, aujourd'hui paroissiale, Munich, Zurich, Schnell & Steiner, 1970
- (collect.), L'archéologie en Alsace, terre d'invasions et carrefour d'influences : préhistoire, protohistoire, époque romaine, Moyen-Âge, Saisons d'Alsace, no 46, 1973, 180 p.
- « Formes successives du cénotaphe de Sainte Odile, du Moyen Âge à nos jours », Annuaire de la Société d'histoire et d'archéologie de Dambach-la-Ville, Barr, Obernai, 1984
- « Essai de reconstitution de « l'état roman » de l'église Saint-Pierre-et-Paul de Sigolsheim », Annuaire des sociétés d'histoire de la vallée de la Weiss, 1987
- (en collab. avec François Pétry), Le Mont-Sainte-Odile (Bas-Rhin), Paris, Imprimerie nationale, 1988